# Barrio La Vereda
La Vereda es uno de los sectores que forman la ciudad de Cabimas en el estado Zulia (Venezuela), pertenece a la parroquia Carmen Herrera.

## Ubicación
La Vereda se encuentra entre los sectores Las Palmas (Campo Staff) al norte, Buena Vista al este, el área industrial de la Salina al sur y el Lago de Maracaibo al oeste.

## Zona Residencial
La Vereda es un conjunto de calles que van más allá del Campo Staff y antes de la Salina, la mayoría de las cuales dan al lago de Maracaibo, otra calle va en dirección a Bella Vista y cerca de allí se ubica la sede de Hidrolago, la empresa dedicada al servicio de agua en la Costa Oriental del Lago. La Vereda es un sector de viviendas humildes, muchas veces desatendido, cuenta con una escuela, una estación de servicio (La Salina) y un edificio en construcción sin terminar. La Vereda no tiene ninguna comunicación vial con Buena Vista o el Campo Staff, su vía de acceso es la Av Principal de La Rosa que lo atraviesa por la mitad. 
El Cuerpo de Bomberos de Cabimas se encuentra allí, la actividad petrolera, el clima cálido y seco y las emanaciones naturales de petróleo hacen de Cabimas el sitio de muchos incidentes con fuego, además del fuego los bomberos se dedican a primeros auxilios, y allí los habitantes de Cabimas pueden encontrar agua cuando no hay en ninguna otra parte.

## Sitios de Referencia
- E/S La Salina. Av Independencia.
- Cuerpo de Bomberos. Tte Efráin Vasquez Delgado. Av Independencia.